# Ergavia merops
Ergavia merops là một loài bướm đêm trong họ Geometridae.